# ماری جکسون (مهندس)

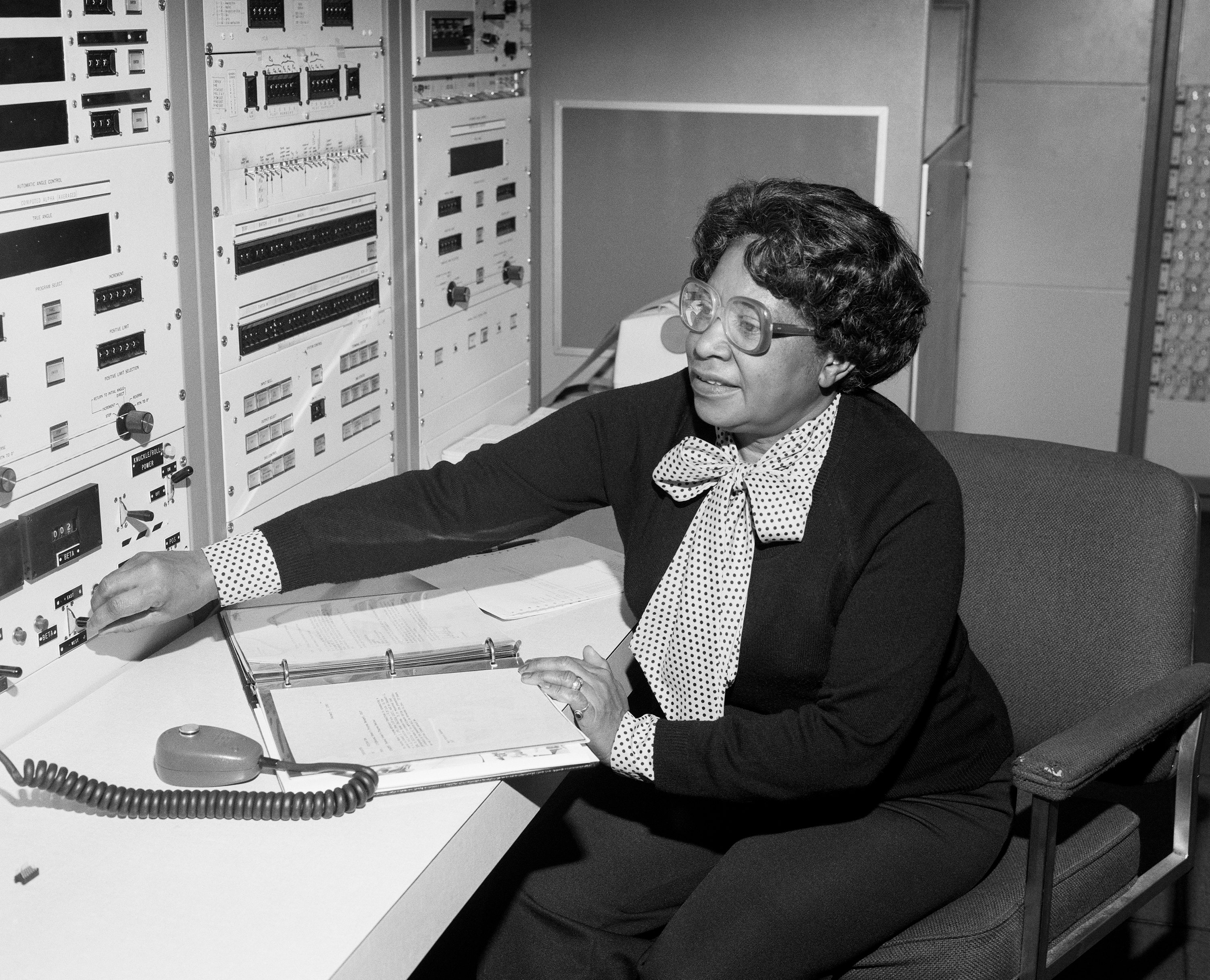
نگاره‌ای به‌تاریخ ۷ ژانویه ۱۹۸۰ میلادی، از ماری جکسون در حین کار در ناسا. وی در سال ۱۹۵۸ میلادی، با وجود تبعیض‌های نژادی آشکار و پنهان، به‌عنوان نخستین مهندس سیاه‌پوست آمریکایی به استخدام کمیته رایزنی ملی هوانوردی آمریکا درآمد.

ماری جکسون (انگلیسی: Mary Jackson; ۹ آوریل ۱۹۲۱ – ۱۱ فوریهٔ ۲۰۰۵) دانشمند در زمینه مهندسی هوافضا و ریاضی‌دان اهل ایالات متحده آمریکا بود. وی یک ریاضیدان آفریقایی آمریکایی و یک مهندسی هوافضا در کمیته رایزنی ملی هوانوردی آمریکا - ناکا بود، که در سال ۱۹۵۸ به ناسا تبدیل شد. او بیشتر در مرکز تحقیقاتی لانگلی در شهر همپتون، ویرجینیا کار می‌کرد. او به عنوان یک محاسب در بخش محاسبات در قسمت جداسازی شده غربی آغاز به کار کرد. او کلاسهای سطح بالای مهندسی را گذاراند، و در سال ۱۹۵۸ اولین مهندس زن سیاهپوست در ناسا شد.